# 口技
人聲模仿萬物之聲音可稱為口技。在中國古代，口技和手技、頂技等項目並列在雜技之中，不過近來比較不做這樣的分類而將它視為一種獨特的表演藝術。口技的源由可以一直追溯至上古時代，人們為了狩獵，經常必須要模仿鳥獸的聲音來欺騙並引誘牠們以獵捕之，這種技巧慢慢地就發展成了現在的口技。
口技有幾種型式，一種形式就是模仿動物和日常生活物件所發出來的聲音，因為這只是製造單一的音效，技巧上比較單純。常見的有模仿貓狗叫聲、爆炸聲、汽機車發動的聲音、玻璃破碎的聲音、各種樂器的聲音和走路的聲音等等。某些表演者也會在口技表演的同時加入腹語術的技巧，讓聲音聽起來忽遠忽近，彷彿真的有個音源在移動似的。
另一種較為困難的就是模仿別人的聲音。這與音效模仿有顯著的不同在於表演者不但要能夠改變自己聲音，還必須在改變聲音的同時正常流利地說話。這種技巧自古以來就經常被使用在犯罪場合上，許多小說中都有描述神偷怪盜為了能夠輕易入侵各種場所，不但精通變裝同時聲音更是能喬裝得維妙維肖，而類似的技巧在今天的許多詐騙犯罪中亦常被使用。古籍《聊齋誌異》中記載一位奇人，他不但能夠模仿別人的聲音，甚至當他一開口，彷彿有七八個人同時在講話，其中男女老少都有，而且各自同時在講不同的話題。這以現代的角度來看或許有點誇大其詞，但充分地顯示這種模仿他人聲音的表演從古代就相當盛行。林嗣環也有《口技》一文。
而現在，則出現了一種模仿樂器的口技，英文稱之為beatbox或beatboxing。

## 相关條目
- 節奏口技

## 外部連結
- （中文）口技
- （英文）humanbeatbox（页面存档备份，存于）
- （英文）Jason Tom - 譚志豪/谭志豪/口技（页面存档备份，存于）
- （日語）Daichi-日本知名Beatboxer（页面存档备份，存于）